# Kering
A Kering (korábbi nevein Établissements Pinault és Pinault-Printemps-Redoute (PPR) francia luxuscsoport. Több márka tulajdonosa, többek között a Gucci, a Yves Saint Laurent, a Bottega Veneta, a Balenciaga, a Boucheron és az Alexander McQueen is az ő tulajdonában van. A Kering Eyewear (30% -ban a Richemont tulajdona) szemüvegkereteket gyárt olyan márkák számára is, amelyek a csoporthoz tartoznak és más cégeknek is.
A csoportot 1962-ben alapította François Pinault, aki 1988-ban jegyezte a párizsi tőzsdén.